# Ron Hayes
Ron Hayes (San Francisco, 26 febbraio 1929 – Malibù, 1º ottobre 2004) è stato un attore statunitense.
Hayes partecipò a diverse produzioni per il piccolo schermo, oltre 60 dal 1957 al 1988, e a 8 produzioni cinematografiche dal 1959 al 1986. Fu accreditato anche con i nomi Ronald W. Hayes e Ronald Hayes.

## Biografia
Ron Hayes nacque a San Francisco il 26 febbraio 1929. Debuttò al cinema e in televisione alla fine degli anni cinquanta.
Fu interprete di diversi personaggi per serie televisive, tra cui Wyatt Earp in tre episodi della serie Bat Masterson dal 1960 al 1961 (più un altro episodio con un altro ruolo), Lincoln Vail in 38 episodi della serie Everglades dal 1961 al 1962, Mac in un doppio episodio della serie Flipper nel 1965, Roy Meadows in tre episodi della serie Daktari nel 1966, Ben Jones in 17 episodi della serie The Rounders dal 1966 al 1967, Garth Holden in sei episodi della serie Lassie dal 1971 al 1972 (più altri tre episodi con altri ruoli) e Hank Johnson in sei episodi della serie Dallas dal 1980 al 1981. Dagli anni cinquanta ai primi anni 80 continuò a collezionare numerose presenze in decine di serie televisive, in particolare del genere western, come guest star o personaggio minore, talvolta con ruoli diversi in più di un episodio, come in tre episodi di Bronco, due episodi di Cheyenne, tre episodi di The Texan, due episodi di Tombstone Territory, due episodi di Gli uomini della prateria, tre episodi di Laramie, due episodi di Ai confini dell'Arizona, otto episodi di Gunsmoke e due episodi di La donna bionica.
Il grande schermo lo vide interprete di pochi ruoli tra cui quelli di Walt Keefer in Il pistolero di Laredo del 1959, Danny Larsen in Il volto del fuggiasco del 1959, e il padre di Annie (il suo ultimo ruolo cinematografico) in Cercasi moglie disperatamente del 1986. La sua carriera televisiva terminò con il film per la televisione Dead Solid Perfect trasmesso nel 1988. Morì a Malibu, in California, il 1º ottobre 2004.

## Filmografia

### Cinema
- Il pistolero di Laredo (Gunmen from Laredo) (1959)
- Il volto del fuggiasco (Face of a Fugitive) (1959)
- Chi era quella signora? (Who Was That Lady?) (1960)
- I conquistatori degli abissi (Around the World Under the Sea) (1966)
- Zero to Sixty (1978)
- Galyon (1980)
- Ufficiale e gentiluomo (1982)
- Il giustiziere della notte 3 (Death Wish 3), regia di Michael Winner (1985)
- Cercasi moglie disperatamente (Say Yes) (1986)

### Televisione
- On Trial – serie TV, un episodio (1957)
- Cheyenne – serie TV, 2 episodi (1957-1959)
- Il tenente Ballinger (M Squad) – serie TV, un episodio (1957)
- Maverick – serie TV, 2 episodi (1958-1959)
- Bronco – serie TV, episodi 1x03-1x06 (1958)
- Colt.45 – serie TV, un episodio (1958)
- 26 Men – serie TV, episodio 2x04 (1958)
- The Texan – serie TV, 3 episodi (1959-1960)
- Tombstone Territory – serie TV, 2 episodi (1959-1960)
- Gli uomini della prateria (Rawhide) – serie TV, 2 episodi (1959-1962)
- The Lineup – serie TV, un episodio (1959)
- Ricercato vivo o morto (Wanted: Dead or Alive) – serie TV, episodio 2x10 (1959)
- Bat Masterson – serie TV, 4 episodi (1960-1961)
- Laramie – serie TV, 3 episodi (1960-1963)
- Carovane verso il west (Wagon Train) – serie TV, 7 episodi (1960-1964)
- Disneyland – serie TV, 3 episodi (1960-1967)
- Bonanza – serie TV, 6 episodi (1960-1969)
- Gunsmoke – serie TV, 8 episodi (1960-1970)
- Hotel de Paree – serie TV, un episodio (1960)
- The Deputy – serie TV, un episodio (1960)
- Wichita Town – serie TV, episodio 1x26 (1960)
- Overland Trail – serie TV, un episodio (1960)
- Death Valley Days – serie TV, un episodio (1960)
- Tales of Wells Fargo – serie TV, un episodio (1960)
- Everglades – serie TV, 38 episodi (1961-1962)
- The Rifleman – serie TV, un episodio (1961)
- La valle dell'oro (Klondike) – serie TV, episodio 1x16 (1961)
- Avventure in fondo al mare (Sea Hunt) – serie TV, un episodio (1961)
- Two Faces West – serie TV, un episodio (1961)
- Don't Call Me Charlie – serie TV, un episodio (1962)
- The Crisis (Kraft Suspense Theatre) – serie TV, 2 episodi (1963-1964)
- Ripcord – serie TV, un episodio (1963)
- Alcoa Premiere – serie TV, un episodio (1963)
- Sotto accusa (Arrest and Trial) – serie TV, episodio 1x06 (1963)
- La legge del Far West (Temple Houston) – serie TV, episodio 1x10 (1963)
- Il virginiano (The Virginian) – serie TV, episodio 2x13 (1963)
- General Hospital – serie TV (1963)
- L'amico Gipsy (The Littlest Hobo) – serie TV, un episodio (1964)
- Destry – serie TV, un episodio (1964)
- The Outer Limits – serie TV, un episodio (1965)
- Flipper – serie TV, 2 episodi (1965)
- The Rounders – serie TV, 17 episodi (1966-1967)
- A Man Called Shenandoah – serie TV, episodio 1x20 (1966)
- Daktari – serie TV, 4 episodi (1966-1968)
- Gli invasori (The Invaders) – serie TV, un episodio (1967)
- Ai confini dell'Arizona (The High Chaparral) – serie TV, 2 episodi (1968-1969)
- Lassie – serie TV, 9 episodi (1968-1972)
- Ironside – serie TV, 2 episodi (1968)
- Mod Squad, i ragazzi di Greer (The Mod Squad) – serie TV, 2 episodi (1969-1970)
- Reporter alla ribalta (The Name of the Game) – serie TV, un episodio (1969)
- Hawaii squadra cinque zero (Hawaii Five-O) – serie TV, 2 episodi (1970-1973)
- Lassie: Peace Is Our Profession – film TV (1970)
- Uomini di legge (Storefront Lawyers) – serie TV, un episodio (1971)
- Escape – serie TV, un episodio (1973)
- Cannon – serie TV, un episodio (1973)
- Baretta – serie TV, un episodio (1976)
- La donna bionica (The Bionic Woman) – serie TV, 2 episodi (1976)
- Four Against the Desert – film TV (1977)
- Standing Tall – film TV (1978)
- Happily Ever After – film TV (1978)
- Alla conquista del West (How the West Was Won)– miniserie TV, un episodio (1979)
- CHiPs – serie TV, un episodio (1979)
- Barnaby Jones – serie TV, un episodio (1979)
- Dallas – serie TV, 6 episodi (1980-1981)
- A-Team (The A-Team) – serie TV, un episodio (1983)
- LBJ: The Early Years – film TV (1987)
- Dead Solid Perfect – film TV (1988)